# Henry Stephens Washington
Henry Stephens Washington (Newark, 15 gennaio 1867 – Washington, 7 gennaio 1934) è stato un geologo statunitense.
Discendente per linea collaterale del presidente George Washington, compì gli studi alla Yale University di New Haven laureandosi nel 1886 in scienze naturali.
Viaggiò per diversi anni in Asia minore, vari paesi del bacino del Mediterraneo, Italia e Grecia dove diresse scavi archeologici ad Argo e Phlius.
Nel 1891 tornò ad occuparsi di geologia e, in particolar modo di petrografia e mineralogia, sotto la supervisione di Ferdinand Zirkel e Carl Hermann Credner all'Università di Lipsia, specializzandosi nel 1893.
Fece studi approfonditi su una grande quantità di rocce, mettendone a punto un sistema di classificazione quantitativa alquanto complesso con i colleghi Iddings, Cross e Pirsson nel 1898.
Notorietà ebbe anche dalle sue ricerche sulle rocce vulcaniche in varie zone dell'Italia, in particolare su quelle della Sardegna, di Stromboli e di Pantelleria, che raccolse durante i suoi lunghi soggiorni nella penisola.
Nel 1912 divenne direttore dei laboratori geofisici della Carnegie Institution. Nel 1917 si dedicò alla genesi dei giacimenti di sali potassici.
Socio estero dell'Accademia dei Lincei dal 1919 e della Società Geologica Italiana, divenne membro della National Academy of Sciences dal 1921, vicepresidente della Geological Society of America dal 1922 e presidente della Mineralogical Society dal 1924.
Morì nel 1934 dopo vari anni di malattia e infermità.

## Opere
- The volcanoes of the Kula Basin in Lidia, del 1894
- The CIPW norm 1, sul sistema di classificazione delle rocce insieme ai colleghi Iddings, Cross e Pirsson del 1898
- The roman comagmatic region, del 1907
- Igneous Rocks in due volumi, del 1909-1913
- Contributions to Sardinian petrography; 1, The rocks of Monte Ferru."" Journal of geology, XXII, 751, 1914
- Igneous rock nomenclature and classification, del 1923
- The chemical analysis of igneous rocks, del 1930